# 野口英世アフリカ賞
野口英世アフリカ賞（のぐちひでよあふりかしょう、英語: Hideyo Noguchi Africa Prize）は、アフリカでの感染症等の疾病対策の推進に資し、もって人類の繁栄と世界の平和に貢献することを目的として、ノーベル賞に匹敵する賞を目指して創設された。5年ごとに開催されるアフリカ開発会議（TICAD）の機会を利用して授賞される。第1回授賞式は、2008年に日本で開催されたTICAD IV（第4回アフリカ開発会議）。第2回授賞式は2013年に日本で開催されたTICAD V（第5回アフリカ開発会議）。第3回授賞式は2019年に日本で開催されたTICAD VII（第7回アフリカ開発会議）。
受賞対象者は、アフリカでの感染症等の疾病対策のための研究及び医療活動のそれぞれの分野において顕著な功績を遂げた者であり、国籍・年齢・性別は問わない（生存者に限る）。受賞者にはそれぞれ賞金1億円が授与される。
2006年5月2日にガーナ共和国の首都、アクラで行われた小泉純一郎総理大臣とクフォー大統領との会談において小泉総理が賞の創設を提案、2006年7月25日のコナレ・アフリカ連合（AU）委員長の来日時に小泉総理が賞の創設を正式発表。

## 受賞者
- 第1回（2008年）
  - ブライアン・グリーンウッド（Brian Greenwood）（イギリス）
  - ミリアム・ウェレ（Miriam Were）（ケニア）
- 第2回（2013年）
  - ピーター・ピオット (Peter Piot) （ベルギー）
  - アレックス・Ｇ・コウティーニョ (Alex Coutinho) （ウガンダ）
- 第3回（2019年）
  - ジャン＝ジャック・ムエンベ＝タムフム (Jean-Jacques Muyembe-Tamfum) （コンゴ）
  - フランシス・ジャーバス・オマスワ (Francis Omaswa) （ウガンダ）
- 第4回（2022年）[2]
  - サリム・S・アブドゥル・カリム(Salim Abdool Karim) （南アフリカ共和国）
  - カライシャ・アブドゥル・カリム(Quarraisha Abdool Karim) （同）
  - ギニア虫症撲滅プログラム